# Virágh Panna
Virágh Panna (Kecskemét, 1999. november 17. –) magyar színésznő.

## Életpályája
2018-2023 között a Kaposvári Egyetem színész szakán tanult, Kéri Kitty és Uray Péter osztályában. Gyakorlatát a Vígszínházban töltötte. 2023-tól szabadúszó.

## Színházi szerepei

### Vígszínház
- A dzsungel könyve – Túna
- Szeget szeggel – Apáca/Brigitta
- K utazásai
- Az üvegcipő – Viola
- Magyar Elektra – Chrisothemis
- Büszkeség és balítélet – Lydia Bennet
- Az ember, aki elvesztette az időt – Selma, a kutatócsoport tagja

### Karinthy Színház
- Hamlet – Ophelia[5][6]

## Filmes és televíziós szerepei
- A Király (2022) ...Táncoslány